# Джей (Флорида)
Джей (англ. Jay) — місто (англ. town) в США, в окрузі Санта-Роза штату Флорида. Населення — 524 особи (2020).

## Географія
Джей розташований за координатами 30°57′1″ пн. ш. 87°9′8″ зх. д. / 30.95028° пн. ш. 87.15222° зх. д. (30.950306, -87.152207).  За даними Бюро перепису населення США в 2010 році місто мало площу 4,34 км², уся площа — суходіл.

### Клімат
| Клімат : Джей         | Клімат : Джей | Клімат : Джей | Клімат : Джей | Клімат : Джей | Клімат : Джей | Клімат : Джей | Клімат : Джей | Клімат : Джей | Клімат : Джей | Клімат : Джей | Клімат : Джей | Клімат : Джей | Клімат : Джей |
| Показник              | Січ.          | Лют.          | Бер.          | Квіт.         | Трав.         | Черв.         | Лип.          | Серп.         | Вер.          | Жовт.         | Лист.         | Груд.         | Рік           |
| Середній максимум, °C | 16,7          | 18,3          | 22,2          | 25,6          | 30,0          | 32,2          | 32,8          | 32,8          | 31,1          | 26,7          | 21,7          | 17,8          | 25,6          |
| Середній мінімум, °C  | 3,9           | 5,6           | 8,9           | 12,2          | 16,7          | 20,0          | 21,1          | 21,1          | 18,9          | 12,8          | 7,8           | 5,0           | 12,8          |
| Норма опадів, мм      | 135           | 76            | 157           | 122           | 107           | 185           | 198           | 165           | 152           | 97            | 117           | 124           | 1689          |
| Днів з опадами        | 11            | 9             | 10            | 7             | 8             | 11            | 15            | 13            | 10            | 6             | 8             | 9             | 117           |
| --------------------- | ------------- | ------------- | ------------- | ------------- | ------------- | ------------- | ------------- | ------------- | ------------- | ------------- | ------------- | ------------- | ------------- |
| Джерело: Weatherbase  |               |               |               |               |               |               |               |               |               |               |               |               |               |

## Демографія
Згідно з переписом 2010 року, у місті мешкали 533 особи в 216 домогосподарствах у складі 142 родин. Густота населення становила 123 особи/км².  Було 264 помешкання (61/км²).
Расовий склад населення:
| - 95,1 % — білих - 1,7 % — корінних американців - 0,9 % — азіатів - 0,8 % — чорних або афроамериканців |

До двох чи більше рас належало 1,5 %. Частка іспаномовних становила 2,1 % від усіх жителів.
За віковим діапазоном населення розподілялося таким чином: 24,8 % — особи молодші 18 років, 58,9 % — особи у віці 18—64 років, 16,3 % — особи у віці 65 років та старші. Медіана віку мешканця становила 37,3 року. На 100 осіб жіночої статі у місті припадало 85,7 чоловіків;  на 100 жінок у віці від 18 років та старших — 83,9 чоловіків також старших 18 років.
Середній дохід на одне домашнє господарство  становив 43 121 долар США (медіана — 37 917), а середній дохід на одну сім'ю — 48 926 доларів (медіана — 40 833). За межею бідності перебувало 17,4 % осіб, у тому числі 20,0 % дітей у віці до 18 років та 4,8 % осіб у віці 65 років та старших.
Цивільне працевлаштоване населення становило 188 осіб. Основні галузі зайнятості: роздрібна торгівля — 28,7 %, освіта, охорона здоров'я та соціальна допомога — 16,5 %, будівництво — 11,7 %, публічна адміністрація — 10,1 %.